# Intercontinental Cup hockey 1997
De zesde Intercontinental Cup hockey had plaats van dinsdag 4 maart tot en met zaterdag 15 maart 1997 in Kuala Lumpur, Maleisië. De beste zes landen plaatsten zich voor het WK hockey 1998 in Utrecht, Nederland.

## Poule-indeling
Groep A
- Canada, Maleisië, Polen, Spanje, Zuid-Afrika en Zwitserland

Groep B
- Argentinië, België, Ierland, Nieuw-Zeeland, Wit-Rusland en Zuid-Korea

## Uitslagen voorronde

### Dinsdag 4 maart
- A: Maleisië - Polen: 4-5 (2-3)
- B: België - Ierland: 2-1 (1-0)
- B: Nieuw-Zeeland - Argentinië: 3-1 (2-1)
- B: Zuid-Korea - Wit-Rusland: 4-2 (3-1)

### Woensdag 5 maart
- A: Zwitserland - Spanje: 1-4 (0-2)
- A: Canada - Zuid-Afrika: 5-4 (1-2)
- B: Nieuw-Zeeland - Wit-Rusland: 2-0 (1-0)
- B: Ierland - Zuid-Korea: 1-3 (0-0)

### Donderdag 6 maart
- A: Polen - Spanje: 0-1 (0-1)
- A: Zuid-Afrika - Zwitserland: 2-2 (2-0)
- A: Canada - Maleisië: 1-4 (1-0)
- B: Argentinië - België: 3-1 (1-1)

### Vrijdag 7 maart
- A: Spanje - Canada: 2-0 (1-0)
- B: Argentinië - Ierland: 9-1 (3-0)
- B: Zuid-Korea - Nieuw-Zeeland: 2-1 (1-0)
- B: Wit-Rusland - België: 5-7 (1-4)

### Zaterdag 8 maart
- A: Maleisië - Zuid-Afrika: 4-3 (?-?)
- A: Zwitserland - Polen: 3-5 (?-?)

### Zondag 9 maart
- A: Maleisië - Zwitserland: 2-2 (0-0)
- B: Ierland - Nieuw-Zeeland: 1-1 (0-0)
- B: België - Zuid-Korea: 4-4 (2-4)
- B: Wit-Rusland - Argentinië: 1-7 (1-3)

### Maandag 10 maart
- A: Polen - Canada: 2-5 (1-3)
- A: Zuid-Afrika - Spanje: 1-2 (1-1)
- B: Nieuw-Zeeland - België: 3-1 (0-1)
- B: Wit-Rusland - Ierland: 2-3 (2-1)

### Dinsdag 11 maart
- A: Zwitserland - Canada: 3-2 (0-0)
- A: Zuid-Afrika - Polen: 3-4 (2-3)
- A: Spanje - Maleisië: 5-2 (1-2)
- B: Zuid-Korea - Argentinië: 5-2 (4-1)

## Eindstanden voorronde

### Groep A
| Positie | Vlag | Land        | matchen | gewonnen | gelijk | verloren | doelpunten (voor-tegen) | Punten |
| ------- | ---- | ----------- | ------- | -------- | ------ | -------- | ----------------------- | ------ |
| 1.      |      | Spanje      | 5       | 5        | 0      | 0        | (14-4)                  | 15     |
| 2.      |      | Polen       | 5       | 3        | 0      | 2        | (16-16)                 | 9      |
| 3.      |      | Maleisië    | 5       | 2        | 1      | 2        | (16-16)                 | 7      |
| 4.      |      | Canada      | 5       | 2        | 0      | 3        | (13-15)                 | 6      |
| 5.      |      | Zwitserland | 5       | 1        | 2      | 2        | (11-15)                 | 5      |
| 6.      |      | Zuid-Afrika | 5       | 0        | 1      | 4        | (13-17)                 | 1      |

### Groep B
| Positie | Vlag | Land          | matchen | gewonnen | gelijk | verloren | doelpunten (voor-tegen) | Punten |
| ------- | ---- | ------------- | ------- | -------- | ------ | -------- | ----------------------- | ------ |
| 1.      |      | Zuid-Korea    | 5       | 4        | 1      | 0        | (18-10)                 | 13     |
| 2.      |      | Nieuw-Zeeland | 5       | 3        | 1      | 1        | (10-5)                  | 10     |
| 3.      |      | Argentinië    | 5       | 3        | 0      | 2        | (22-11)                 | 9      |
| 4.      |      | België        | 5       | 2        | 1      | 2        | (15-16)                 | 7      |
| 5.      |      | Ierland       | 5       | 1        | 1      | 3        | (7-17)                  | 4      |
| 6.      |      | Wit-Rusland   | 5       | 0        | 0      | 5        | (10-23)                 | 0      |

## Uitslagen play-offs

### Donderdag 13 maart

#### Plaats 9 tot 12
- Zuid-Afrika - Ierland: 4-0 (1-0)
- Zwitserland - Wit-Rusland: 2-0 (2-0)

#### Plaats 5 tot 8
- Maleisië - België: 3-0 (0-0)
- Canada - Argentinië: 2-0 (1-0)

#### Halve finales
- Spanje - Nieuw-Zeeland: 5-1 (3-1)
- Polen - Zuid-Korea: 0-1 (0-0)

### Vrijdag 14 maart

#### Plaats 11
- Wit-Rusland - Ierland: 2-1 (2-0)

#### Plaats 9
- Zuid-Afrika - Zwitserland: 3-2 (2-0)

#### Plaats 7
- Argentinië - België: 2-1 (1-0)

#### Plaats 5
- Canada - Maleisië: 3-1 (3-1)

### Zaterdag 15 maart

#### Plaats 3
- Polen - Nieuw-Zeeland: 0-3 (0-2)

#### Finale
- Zuid-Korea - Spanje: 2-3 (2-1)

## Eindklassering
| Plaats | Vlag | Land           |
| ------ | ---- | -------------- |
| 1.     |      | Spanje*        |
| 2.     |      | Zuid-Korea*    |
| 3.     |      | Nieuw-Zeeland* |
| 4.     |      | Polen*         |
| 5.     |      | Canada*        |
| 6.     |      | Maleisië*      |
| 7.     |      | Argentinië     |
| 8.     |      | België         |
| 9.     |      | Zuid-Afrika    |
| 10.    |      | Zwitserland    |
| 11.    |      | Wit-Rusland    |
| 12.    |      | Ierland        |

- = Geplaatst voor WK hockey 1998 in Utrecht, Nederland

## Topscorers
| Plaats | Naam                  | Nationaliteit | Doelpunten |
| ------ | --------------------- | ------------- | ---------- |
| 1.     | Xavier Arnau          | Spanje        | 10         |
| 2.     | Greg Nicol            | Zuid-Afrika   | 8          |
| 2.     | Seong Tae Song        | Zuid-Korea    | 8          |
| 4.     | Santiago Capurro      | Argentinië    | 7          |
| 4.     | Keon Wook Kang        | Zuid-Korea    | 7          |
| 4.     | John Radovonich       | Nieuw-Zeeland | 7          |
| 7.     | Peter Milkovich       | Canada        | 6          |
| 8.     | Joeri Beunen          | België        | 5          |
| 8.     | Carlos Geneyro        | Argentinië    | 5          |
| 8.     | Rodolfo Pérez Gentile | Argentinië    | 5          |
| 8.     | Abdul Rahman Shaiful  | Maleisië      | 5          |
| 12.    | Jordi Casas           | Spanje        | 4          |
| 12.    | Juan Escarré          | Spanje        | 4          |
| 12.    | Jorge Lombi           | Argentinië    | 4          |